# Антонов, Евгений Иванович (художник)
Антонов Евгений Иванович (1930—1998) — советский русский живописец, мастер реалистической школы, представитель социалистического реализма. Член Союза художников СССР с 1967 года.

## Биография

Художник Евгений Иванович Антонов. Фото из личного архива семьи. Москва, ориентировочно 1980-е годы.

Родился 2 января 1930 года в Москве.
В 1945—1948 годах учился в Художественно-ремесленном училище. В 1948—1950 годах участвовал в реставрационных работах в Московском Кремле. В 1950—1954 годах проходил военную службу на Пограничном флоте.
В 1955 году поступил в Московское художественное училище памяти 1905 года, где его наставниками были Б. П. Чернышев, Д. Н. Локотников и К. Молчанов. По рекомендации С. В. Герасимова и Ф. Федоровского продолжил образование в МГХИ им. В. И. Сурикова. Обучался в мастерской П. П. Соколова-Скали и В. Г. Цыплакова на отделении станковой живописи.
Окончил институт в 1961 году с отличием. Его дипломная работа — «Ленин и Джон Рид» — была принята в фонды Центрального музея В. И. Ленина.
С 1967 года являлся членом Союза художников СССР. Участвовал в республиканских, всесоюзных и тематических выставках, включая экспозиции, посвящённые юбилеям В. И. Ленина и Победы в Великой Отечественной войне.
Работы художника находятся в собраниях государственных музеев России, включая Музей Победы на Поклонной горе, Государственный музей А. С. Пушкина, Вологодскую картинную галерею, Музей «Зарайский Кремль», а также в частных коллекциях в России, США, Испании и других странах.

## Творчество
Антонов работал в жанре станковой живописи, графики, акварели и мозаики. Его творчество отличается философским содержанием, интересом к историческим темам и народной жизни. Образы, созданные художником, проникнуты эмоциональной глубиной и часто сопровождаются тонкой пластической проработкой.
Характерен интерес к синтезу личного и исторического. Одним из значительных произведений считается монументальный триптих «Русь» (1949—1998), над которым он работал почти всю жизнь.

## Персональные выставки
- 1990 — МГУ, факультет журналистики
- 1991 — Центральный Дом работников искусств
- 1996 — Дом художника, г. Химки
- 2001 — ЦДХ (к 70-летию со дня рождения)
- 2001 — Музей «Зарайский Кремль»
- 2005 — Исторический музей, г. Бронницы
- 2007 — ЦДХ «Яблочный Спас»
- 2008 — XXIV и XXV Российский антикварный салон
- 2009 — «ХудГраф-2009», частная коллекция

## Работы в музеях
Работы хранятся в ведущих музейных собраниях России, в том числе:
- Государственный музей А. С. Пушкина
- Центральный музей В. И. Ленина
- Музей Победы
- Вологодская областная картинная галерея
- Томский областной художественный музей
- Орловский музей изобразительных искусств
- Музей «Зарайский Кремль»
- Художественная культура Русского Севера

и другие. Работы также находятся в частных коллекциях в России, США, Испании.